# صحة نفسية
الصحة النفسية أو الصحة العقلية هي مستوى الرفاهية النفسية أو العقل الخالي من الاضطرابات، "وهي الحالة النفسية للشخص الذي يتمتع بمستوى عاطفي وسلوكي جيد". من وجهة نظر علم النفس الإيجابي أو النظرة الكلية للصحة العقلية من الممكن أن تتضمن قدرة الفرد على الاستمتاع بالحياة وخلق التوازن بين أنشطة الحياة ومتطلباتها لتحقيق المرونة النفسية."
الصحة النفسية وفقاً لمنظمة الصحة العالمية تعني الحياة التي تتضمن الرفاهية والاستقلال والجدارة والكفاءة الذاتية بين الأجيال وإمكانات الفرد الفكرية والعاطفية. كما أن منظمة الصحة العالمية نصت على أن رفاهية الفرد تشمل القدرة على إدراك قدراتهم والتعامل مع ضغوط الحياة العادية والإنتاج ومساعدة المجتمع. ومع ذلك فإن تعريف "الصحة العقلية" تختلف نتيجةََ للاختلاف الثقافي والتقييم الذاتي والتنافس في النظريات". الصحة السلوكية هي المصطلح الأمثل للصحة العقلية.[بحاجة لمصدر] وهي تعتبر حالة من العافية يستطيع فيها كل فرد إدراك إمكاناته الخاصة والتكيّف مع حالات التوتّر العادية والعمل بشكل منتج ومفيد والإسهام في مجتمعه المحلي. والصحة هي حالة من اكتمال السلامة بدنياً وعقلياً واجتماعياً، لا مجرّد انعدام المرض.
الشخص الذي يعاني من اضطراب في حالته الصحية السلوكية يواجه مشاكل عديدة، لعل أبرزها الإجهاد والاكتئاب والقلق ومشاكل في علاقاته مع الآخرين وقد يعاني من الحزن والإدمان وقصور الانتباه وفرط الحركة وصعوبات في التعلم واضطراب المزاج واضطرابات نفسية أخرى. يمكن للمرشدين النفسيين والمعالجين ومدربي الحياة وعلماء النفس ومزاولي مهنة التمريض والأطباء أن يساعدوا في إدارة المخاوف الصحية السلوكية عن طريق معالجتها بطرق مثل جلسات العلاج أو الاستشارة أو المداواة الميدان الجديد للصحة النفسية العالمية هو «مجال الدراسة والبحث والخبرة والذي يضع الأولوية لتحسين الصحة العقلية وتحقيق الإنصاف في مجال الصحة العقلية لجميع الناس في العالم».

## التاريخ
في منتصف القرن التاسع عشر الميلادي، ويليام سويتزار أول من عرّف مصطلح الصحة العقلية بشكل واضح والذي يمكن أن يعتبر باكورة المناهج المعاصرة لتعزيز الصحة العقلية، وعَرَفَ آيزاك راي، وهو أحد المؤسسين الثلاثة عشر للجمعية الأمريكية للطب النفسي بأنها فن يحفظ العقل من الوقائع والتأثيرات التي تثبط من طاقة العقل وجودته وتطوره وتتلفها.
دوروثيا ديكس (1802-1887) كانت شخصية مهمة في تطوير حركة «الصحة النفسية» فكانت معلمة في إحدى المدارس وحاولت طيلة حياتها مساعدة هؤلاء الذين يعانون من أمراض عقلية واكتشاف الظروف السيئة التي أوصلتهم لهذه المرحلة وكان هذا يعرف بـ «حركة الصحة النفسية».
في القرن التاسع عشر، قبل قيام هذه الحركة كان من الشائع تجاهل الأشخاص المصابون بأمراض عقلية بشكل كبير، فهم غالباً ما يُتركون وحيدين في ظروف بائسة وسيئة حيث أنهم بالكاد يمتلكون ملابس كافية وكانت جهود ديكس عظيمة حيث كان هناك ازدياد في عدد المرضى في مراكز الصحة العقلية مما أدى للأسف إلى تقديم اهتمام ورعاية أقل لهؤلاء المرضى حيث أن اليد العاملة كانت تنقص تلك المنشأت.
في بداية القرن العشرين أسس كلايفورد بيرز اللجنة الوطنية للصحة النفسية وافتتح أول عيادة للصحة النفسية للمرضى الخارجيين في الولايات المتحدة الأمريكية.
نشاط الصحة النفسية يتعلق بنشاط الصحة الاجتماعية وكان يرتبط في بعض بالدعوة إلى تحسين النسل والمداواة بالتعقيم لأولئك الذين يعتبرون من ذوي النقص العقلي لمساعدتهم في الإنتاجية في العمل والحصول على حياة عائلية مرضية.
، بعد العام 1945م استبدلت الإشارة إلى الصحة النفسية تدريجياً بمصطلح «الصحة العقلية».

## أكثر أنواع الأمراض النفسيّة شيوعًا
أضحت الأمراض النفسيّة واسعة الانتشار في معظم دول العالم، لِتُضيف العديد من الاضطرابات النفسيّة الجديدة للعِقد الذي يضُمها جميعًا مُنبئةً بضرورة إيلاء هذا القطاع أهميّة قصوى لتجنُّب تفاقم الحالات وتخطّيها لحاجز لا يُمكن السيطرة عليها بعد ذلك؛ وهذا يعود لِما للصحة النفسيّة من أهميّة تنعكس على كل جوانب الفرد الحياتيّة.
ولعلّ أكثر أنواع الاضطرابات النفسية التي باتت شائعة بين معظم الشعوب، هي كالتالي:
- الاكتئاب: وهو حالة من الحزن والمشاعر غير السعيدة التي تسيطر على الشخص وتتمكّن منه، فتجعله شخصًا كسولًا غير قادر على أداء أيّ من واجباته ومهامه.
- التوحد أو طيف التوحد: هو انعدام القدرة على التواصل مع الناس والأشخاص المُحيطين بغض النظر عن قربهم منه والمَيل للإنعزال معظم الوقت، وهو غالبًا ما يُصيب الأطفال في المراحل المٌبكّرة.
- اضطراب ثنائي القطب: حالة من التأرجح المِزاجي بين الهوس والاكتئاب، بحيث يختبر الشخص مِزاجين مختلفين يؤثران على حالته النفسيّة بشكلٍ كبير.
- القلق: هو أحد الاضطرابات التي يُعاني منها معظم سكان العالم لِما يمرّون به من ظروف وتقلبات تؤثر على سَير حياتهم، وهو يضُم مجموعة من الاضطرابات الأُخرى ذات العلاقة.[14]

## نقيض الصحة السلوكية
في حين أن معظم الناس على علم بمصطلح «الصحة النفسية» إلا أن المصطلح الجديد «الصحة السلوكية» هو المصطلح الأكثر شمولية وعلى الرغم من أن مصطلح «الصحة النفسية» يجمع العديد من أنواع «الصحة السلوكية» إلا أنه يشير فقط إلى المحتوى البيولوجي لهذا الجانب من الصحة بينما يشمل مصطلح «الصحة السلوكية» جميع المساهمات للصحة العقلية متضمناً المواد المستخدمة والسلوك والعادات والقوى الخارجية الأخرى.

## أهمية الصحة النفسية
تشير الأدلة من منظمة الصحة العالمية بأن حوالي نصف سكان العالم مصابون بمرض عقلي يؤثر على احترامهم لذواتهم علاقاتهم وأيضاً قدراتهم على العمل في الحياة اليومية. كما يمكن أن يؤثر الصحة النفسية للفرد على صحته البدنية ويؤدي إلى ضعف الصحة العقلية وإلى مشاكل عدّة مثل تعاطي المخدرات وإدمانها.
الحفاظ على صحة نفسية جيّدة مهم لعيش حياة طويلة وهانئة إذ أنها قد تكون سبباً رئيسياً لطول العمر على عكس الصحة النفسية السيئة التي تعيق صاحبها من عيش حياة أفضل وقد ذكر ريتشاردز وكامبانيا وميوس بورك في بحثهم عام 2010: «هناك أدلة متزايدة تثبت أن القدرات العاطفية مرتبطة بالسلوكيات الاجتماعية الإيجابية مثل الصحة الجسدية والتحكم في التوتر».
كما اشتمل بحثهم على الذين يفتقرون إلى التعبير عن مشاعرهم أنهم يميلون للسلوكيات العدوانية للمجتمع التي هي انعكاس مباشر لصحتهم النفسية، كما أن تصرفات تدمير الذات متضمنةً تعاطي المخدرات والكحول والعراكات الجسدية أو أعمال التخريب قد تسبب كبت عاطفي لأصاحبها.

## عوامل التكامل والصحة النفسية
يري مكدوجل أن مقياس الصحة النفسية هو تكامل الشخصية وانسجامها وأن الشخصية تتكامل عندما تكون العاطفة السائدة عند الشخص هي عاطفة اعتبار الذات، فتوجيه عاطفة اعتبار الذات للسلوك سوف يكون توجيهًا مفيدًا للشخص والمجتمع، أما عدم تكامل الشخصية فترجع إلى بقاء بعض النزاعات أو الدوافع ثائرة علي الشخصية، مستقلة عن سلطة عاطفة اعتبار الذات مما يؤدى إلى الصراع، وهو يري أن التكامل دليل الصحة النفسية والصراع دليل انقسام النفس. ويري فرويد أن الصحة النفسية هي نتيجة التكامل ولكنه يذهب إلى أن التكامل يكون نتيجة الانسجام سهولة التعامل بين الجوانب الثلاثة للنفس أو العقل وهي:
1. النزعات أو «الهي» التي تمثل المطالب الغريزية.
2. الذات الشعورية أو «الأنا» وهي التي تمثل المجتمع في صورته الواقعية.
3. الذات العليا أو «الأنا العليا» وهي الصورة المثالية المشتقة من المثل العليا للمجتمع.[18]

## السعادة النفسية
قد تعتبر السعادة النفسية أنها متصلة بشكل متزعزع حيث أن الصحة النفسية للفرد قد يكون لها العديد من القيم الممكنة المختلفة. حيث أنها شوهدت بشكل عام على أنها سمة إيجابية بحيث يمكن للشخص أن يصل لمستويات تعزيزية للصحة النفسية حتى إذا لم يكن للشخص أي حالات تشخيص لصحته النفسية ويسلط تعريف الصحة النفسية الضوء على السعادة العاطفية والقدرة على عيش حياة كاملة وإبداعية وعلى مرونة التعامل مع تحديات الحياة التي لابد منها.[بحاجة لمصدر] وتعرض العديد من الأنظمة العلاجية وكتب المساعدة الذاتية طرقاً وفلسفات تبني استراتيجات وأساليب اعتبرت فعالة لزيادة تحسين السعادة النفسية للناس الأصحاء ويبرز علم النفس الإيجابي بشكل متزايد في مجال الصحة النفسية.
يشمل النموذج الكلي للصحة النفسية عموماً مفاهيم ترتكز على أفكار تعليمية ونفسية ودينية وإنسانية بالإضافة إلى أفكار نظرية من علم النفس الشخصية وعلم النفس الاجتماعي والسريري والصحي والتنموي.
ويشتمل مثال نموذج العافية على مفهوم وضعه كلاً من مايرز وسويني وويتمر، ويشمل خمسة مهام للحياة [الجوهر أو الروحانية، العمل ووقت الفراغ، الصداقة، الحب، والإدارة الذاتية] وإثني عشر مهمة فرعية [الشعور بالأهمية، والشعور بالسيطرة، والاعتقادات الواقعية، والوعي العاطفي والقدرة على التأقلم، حل المشاكل والإبداع، الحس الفكاهي، التغذية، التمارين الرياضية، الرعاية الذاتية، التعامل مع الضغوط الهوية الجنسية، الهوية الثقافية] التي تُعرف على أنها خصائص للأداء الصحي وعنصراً أساسياً من عناصر العافية، كما أن العناصر توفر وسيلة للاستجابة لظروف الحياة في طريقة تعزز من الأداء الصحي ويتعبر غالبية سكان الولايات المتحدة الأمريكية غير مثقفين بما يتعلق بالصحة النفسية.
نموذج آخر هو السعادة النفسية.

## الوقاية
يمكن أن تعرّف الصحة النفسية أيضا بعدم وجود اضطراب نفسي. هناك زيادة في التركيز على الوقاية من الاضطرابات العقلية. بدأت الوقاية بالظهور في استراتيجيات الصحة النفسية، متضمنةً تقرير منظمة الصحة العالمية لعام 2004 «الوقاية من الاضطرابات النفسية»، الاتحاد الأوروبي في 2008 «معاهدة للصحة النفسية» وفي 2011 الاستراتيجية الوطنية للوقاية في الولايات المتحدة. الوقاية من الاضطراب في عمر مبكر قد يقلل وبشكل كبير من فرص معاناة طفل من اضطراب في وقت لاحق من الحياة.[بحاجة لمصدر]

## أراء ثقافية ودينية
الصحة النفسية هي مفهوم مبني على أساس اجتماعي لذلك نجد أن هنالك مجتمعات مختلفة ومجموعات وثقافات ومؤسسات ومهنيين لهم طرق مختلفة جداً في تصور طبيعته وأسبابه أو تحديد ماهية الصحة النفسية أو اتخاذ قرار بشأن التدخلات -إذا كان هنالك أياً منها- سيكون مناسباً. وبالتالي فإن المهنيين المختلفين سيكون لهم ثقافات وطبقات اجتماعية وخلفيات سياسية ودينية مختلفة والتي ستؤثر بالتالي على المنهجية المطبقة خلال فترة العلاج.
وضحت البحوث أنه يوجد وصمة مرتبطة بالمرض النفسي، ففي المملكة المتحدة، نظمت كلية رويال للأطباء النفسيين حملة «تغيير العقول» (1998-2003م) في سبيل تقليص الوصمة. وبهذا قد بدأ الكثير من أطباء الصحة النفسية بفهم أو أنهم قد فهموا فعلاً - أهمية الكفاءة في التنوع الديني والروحاني وتوضح جمعية علم النفس الأمريكية أن الديانة يجب أن تحترم ويعتبر التثقيف في الأمور الروحانية والدينية متطلباً في جمعية الاطباء النفسيين الأمريكية.

## المشاكل العاطفية حول العالم
تعتبر الاضطرابات العقلية العاطفية مسبباً رئيسياً للإعاقات حول العالم، أنشأت منظمة الصحة العالمية في عام 1998 «الصحة العقلية العالمية» التي بدورها أطلقت مبادرة استبانية أهم أولوياتها التحقيق في حدة ومدى الاضطرابات العقلية العاطفية غير المعالجة حول العالم.).
تعتبر الاضطرابات العصبية المسبب الرئيسي للإعاقات حول العالم حيث تسببت في أمراض أفقدت 37% من سنوات الإنسان الصحية وتشكل هذه الأمراض خطراً كبيراً على الدول ذات الدخل المتدني والمتوسط نظراً لعدم مقدرتها على تقديم الخدمات الصحية المناسبة لمواطنيها وبالرغم من طرق العلاج الحديثة ومراكز إعادة التأهيل للاضطرابات الصحية العقلية العاطفية فإنه حتى المجتمعات المتقدمة اقتصادياً فلديها أولويات ومعوقات مالية.
اقترحت مبادرة الصحة النفسية العالمية خطة لإعادة تصميم نظم الرعاية الصحية العقلية لتخصيص موارد أفضل والخطوة الأولى هي توثيق الخدمات المستخدمة ومدى طبيعة الاحتياجات غير الملباة للعلاج والخطوة الثانية عمل مقارنة عبر الاختلافات الوطنية في الخدمات المستخدمة والاحتياجات غير المبالاة في الدول التي تستخدم أنظمة رعاية صحية نفسية مختلفة هذه المقارنات قد تساعد على كشف التمويل والسياسات الوطنية وأنظمة تقديم الرعاية الصحية العقلية المُثلى.
أصبحت المعرفة بكيفية توفيرالرعاية الفعالة للصحة العقلية النفسية أمر إجباري في كافة أنحاء العالم ولكن للأسف معظم الدول ليس لديها بيانات كافية لتوجيه القرارات إما غياب أو تزاحم الرؤى المصادر وضغط شبه دائم لقطع التأمين والاستحقاقات.
وقد أجرت الصحة العقلية العالمية (WMH) استفتاءات ودراسات في إفريقيا (نيجيريا وجنوب أفريقيا) والإقليم الأمريكي (كولومبيا والمكسيك والولايات المتحدة الأمريكية) وآسيا والمحيط الهادي (اليابان ونيوزيلاندا وبكين وشنغهاي في جمهورية الصين الشعبية) وأوروبا (بلجيكا وفرنسا وألمانيا وإيطاليا وهولندا وإسبانيا وأوكرانيا) والشرق الأوسط (فلسطين ولبنان).
صُنّفت البلدان على أساس معايير البنك الدولي فالدخل المنخفض (نيجيريا) والدخل المتوسط - المنخفض (الصين كولومبيا وجنوب أفريقيا وأوكرانيا) والدخل المتوسط - المرتفع (لبنان والمكسيك) والدخل المرتفع.
تم عمل دراسات على الاضطرابات الصحية والنفسية والعقلية ومدى خطورتها وطرق علاجها في الدول المذكورة آنفاً حيث قَيِّمت هذه الدراسات التكرار والأنواع وكفاءة استخدام الخدمات الصحية النفسية في 17 دولة حيث الدراسات الاستقصائية لصحة النفسية العالمية كاملة ودرست الصحة النفسية العالمية أيضاً الاحتياجات غير المبالاة للعلاج في الطبقات التي حددتها وخطورة الاضطرابات النفسية كما أظهرت أبحاثهم أن عدد من المشاركين باستخدام أي من الخدمات الصحية النفسية لمدة 12 شهراً كان أقل انتشارًا في الدول النامية مقارنةً بالدول المتقدمة ونسبة الذين يحصلون على خدمات تميل لتتوازى مع النسب المئوية للبلدان من الناتج المحلي الإجمالي التي تنفق على الرعاية الصحية وأن المستويات المرتفعة من الاحتياجات غير المبالاة في جميع أنحاء العالم ليست مفاجئة مع ضخامة الأعباء من الأمراض العقلية فإن نتائج نفقات منظمة الصحة العالمية لمشروع أطلس (ATLAS) أقل بكثير من نفقات الصحة العقلية وعمومًا فإن الاحتياجات غير المبالاة في الدول المنخفضة الدخل والدول المتوسطة الدخل قد يعزى إلى هذه الدول انفاق مبالغ منخفضة (عادة أكبر من 1٪) لتقليص ميزانيات الصحة على الرعاية الصحية العقلية وأنها تعتمد بشكل كبير على الانفاق من خارج جيب المواطنين غيرالمجهزين لذلك.

## في كندا
وفقاً للإحصائيات التي صدرت بواسطة مركز الصحة النفسية والإدمان بأن واحداً من بين كل خمسة أشخاص في أوناتيروا يعاني من مشاكل الإدمان أو الصحة النفسية وخاصةً أن صغار السن من 15 إلى 25 سنة أكثر عرضة لهذه المشاكل ووُجد أن 8 ٪ من عدد السكان مصابين باكتئاب شديد و12٪ منهم مصابين باضطراب القلق كما أن النساء أكثر عرضة للإصابة باضطرابات المزاج والقلق بنسبه 1.5 وتشير منظمة الصحة العالمية إلى وجود اختلافات واضحة بين الجنسين في الأمراض والصحة النفسية.
ضعف السلطة والسيطرة على أنظمتهم الاجتماعية والاقتصادية والعنف القائم على نوع الجنس أدى إلى تدني الوضع والمسؤولية الاجتماعية تجاه رعاية الآخرين مما يجعل النساء عرضة للأمراض النفسية وبما أن النساء ينشدن علاج أمراض الصحة النفسية أكثر من الرجال فقد أدّى ذلك إلى تفشّي القوالب النمطية للجنسين بالإضافة إلى ترسيخ سمة اجتماعية ووجدت منظمة الصحة العالمية أن هذه النمطية قادت الأطباء إلى تشخيص مرض الاكتئاب عند النساء أكثر منه عند الرجال حتى وإن كانت الأعراض مماثلة وغالبًا يكون التواصل إخضاعياً بين النساء ومقدّمي الخدمات الصحية مما يؤدي إما إلى مرحلة تقبّل العلاج أو تعثّر العلاج لتلك النساء.
علاوة على ذلك فإنه حالياً أغلب النساء يعانين من الاكتئاب والقلق واضطراب المزاج ثنائي القطب والتعسف وهذا يعني أكثر من ذي قبل لذلك فإن النساء في هذه الحالات يحتجن إلى إتصال بعدة منظمات للمساعدة على أية حال العديد من النساء من عمر 16 عاماً وأكبر غير واعيات عن المنظمات التي تقدم المساعدة.
اثنتان من المنظمات الكندية الرائدة أصبحت منظمات نساء هما مستشفى الجامعة (WCH) ومركز الإدمان والصحة العقلية (CAMH) حيث طورت الوعي وزودت بمصادر بإمكانها تثقيف الآخرين عن الصحة العقلية المتعلقة بالنساء.

## المنظمات
أولاً مستشفى الكلية للنساء مخصص لصحة النساء في كندا، يقع هذا المستشفى في قلب وسط مدينة تورونتو حيث هنالك العديد من المواقع المتوفرة لحالات طبية معينة فمستشفى الكلية للنساء منظمة رائعة تساعد في تثقيف النساء عن الأمراض النفسية بسبب تخصصها في النساء والأمراض النفسية ويساعد المستشفى النساء اللاتي لديهن أعراض الأمراض النفسية مثل الكآبة القلق والحيض والحمل والولادة واليأس ويركز الخبراء في المستشفى أيضاً على القضايا النفسية مثل التعسف والإهمال والقضايا المتعلقة بالصحة العقلية بسبب أدوية متنوعة.
إن أكثر جانب يميّز هذه المبادرة (مبادرة مستشفى كلية النساء بكندا) هو أنها متاحة للنساء من كل الأعمار بما في ذلك النساء الحوامل اللاتي عايشن صحة عقلية رديئة ولاتكتفي هذه المبادرة بتقديم رعاية جيّدة للصحة العقلية فقط، بل ولديهم برنامج يسمى «برنامج الصحة العقلية للنساء» حيث يُعنى فيه الدكاترة والممرضين بمساعدة النساء على العلاج وتثقيفهنّ فيما يتعلق بالصحة العقلية جماعيًا وفرديًا وعن طريق الإنترنت عبر الإجابة على أسئلة العامّة.
المنظمة الثانية هي منظمة الإدمان والصحة النفسية. (CAMH) هي واحده من أكبر وأشهر مراكز الصحة والإدمان الكندية وتقوم هذه المنظمة بإجراء الأبحاث في مناطق الإدمان والصحة العقلية لكلا الجنسين من أجل مساعدة الرجال والنساء تقدم المنظمة الرعاية السريرية والبحوث والتعليم وتطوير سياستها وتعزيز الصحة للمساعدة في تغيير حياة الأشخاص المتضررين من الصحة العقلية والإدمان (من نحن 2012) كمستشفى عام فإنه معروف في العالم بـ مركز منظمة الصحة للبلدان الأمريكية ومنظمة الصحة العالمية التعاونية (من نحن2012) وهو مختلف عن مستشفى الكلية النسائي نظراً لشهرته الواسعة في معالجة النساء ذوات حالات الإدمان الخفيفة والشديدة تقدم المنظمة اهتمام بالصحة النفسية خلال التقييمات والأنشطة والبرامج السكنية وعلاج الطبيب ودعم الأسرة.

## الصحة العقلية العاطفية في الولايات المتحدة
وفقا لمنظمة الصحة العالمية في عام 2004، الاكتئاب هو السبب الرئيسي للإعاقة أو العجز في الولايات المتحدة الأمريكية للأفراد الذين تتراوح أعمارهم من 15 إلى 44.
والغياب عن العمل في الولايات المتحدة بسبب الاكتئاب يقدر بما يزيد عن 31 مليار دولار سنوياً، يحدث الاكتئاب في كثير من الأحيان مع مجموعة متنوعة من الأمراض الطبية مثل أمراض القلب والسرطان والأمراض المزمنة ويرتبط مع الحالات الصحية الأكثر تدهوراً والتشخيص." كل عام، ما يقرب 30.000أمريكي ينتحرون في حين أن مئات الآلاف يحاولون الانتحار (مراكز السيطرة على الأمراض والوقاية منها).
في عام 2004، كان الانتحار السبب الرئيسي الحادي عشر للوفاة في الولايات المتحدة الأمريكية (مراكز السيطرة على الأمراض والوقاية منها) والثالث بين الأفراد الذين تتراوح أعمارهم 15 إلى 24، على الرغم من أن توافر المزيد من علاج فعال للاكتئاب، يبقى مستوى الحاجة غير الملباة للمعالجة عالية. [بحاجة لمصدر]
هناك العديد من العوامل التي تؤثر على الصحة العقلية بما في ذلك:
أن الاضطراب العقلي والإعاقة والانتحار كلها في نهاية المطاف نتاج لمزيج من الأحياء والبيئة للاستفادة من علاج الأمراض العقلية.
ومن الممكن أن تؤثر سياسات الصحة العامة من أجل الوصول والاستفادة من ذلك والتي على إثرها قد تحسّن الصحة العقلية وتساعد على تقدم العواقب السلبية للاكتئاب وعلله المتزامنة.
وأظهر بحث أجراه مركز حماية الصحة العقلية الأمريكي أن العوامل الآتية حليفة إلى حد كبير بتحسين حالة الاكتئاب وتقليل معدلات الانتحار.

### الحياة العقلية السوية
ويمكن رؤية الصحة العقلية باعتبارها غير مستقرة حيث تكون لها علاقة بنظرية التواصل، وينظر للعافية العقلية عموما باعتبارها سمة إيجابية، حتى لو كان الشخص لا يملك أي حالة تشخيص بمرض نفسى أو عقلى. هذا التعريف هو من أبرز مؤشرات الصحة العقلية
للعاطفة السوية، والقدرة على العيش بأسلوب إبداعى كامل والحياة، والمرونة للتعامل مع تحديات الحياة التي لا مفر منها. تصاغ بعض المناقشات من حيث الرضا أو السعادة. العديد من الأنظمة العلاجية وكتب المساعدة الذاتية تقدم أساليب وفلسفات تبني الاستراتيجيات والتقنيات التي يفاخر بها على أنها فعالة لزيادة تحسين العافية العقلية. علم النفس الإيجابي هو متزايد الأهمية في مجال الصحة النفسية.
نموذج الصحة النفسية الكلانية يشمل عموما المفاهيم على أساس علم الإنسان، والقواعدالتعليمية والنفسية، الدينية ووجهات النظر الاجتماعية، وكذلك الرؤى النظرية من شخصية، الاجتماعي، السريري، الصحة وعلم النفس التنموي.
مثال على العافية الطبية يتضمن النموذج واحدة وضعتها مايرز، سويني ويتمر. ويشمل خمس عناصر الحياة المهام، الجوهر أو الروحانية، العمل والترفيه، الصداقة والحب والتوجيه الذاتي واثني عشر الفرعية المهام - الشعور الجدير، الشعور بالسيطرة، والمعتقدات الواقعية، والوعي العاطفي والتكيف والتعامل، الحل ومشكلة الإبداع،
حس النكتة، التغذية، الممارسة الرياضية، والرعاية الذاتية، إدارة الإجهاد، الهوية الجنسية، والهوية الثقافية - التي حددت من الخصائص من السير الصحية ومكون رئيسي من العافية. وتوفر المكونات وسيلة للرد على ظروف الحياة بطريقة تعزز العمل صحي الإيجابى.
ويعتبر سكان الولايات المتحدة الأمريكية في أغلبيته غير مطلعين في الغالب على موضوعات الصحة النفسية.
نموذج آخر هو الحالة النفسية السوية.
في عام 1843 قدمت دوروثيا ديكس عريضةً للهيئة التشريعية في ولاية ماساتشوسيتس، وضمّنتها أساليب العلاج العنيفة والأحوال الرديئة للمصابين بأمراض عقلية في السجون العامة والأقفاص والبيوت المعدة للفقراء. وكتبت ضمن عريضتها: «أنا مستمرة يا سادتي في لفت انتباهكم إلى الوضع الحالي للناس المصابين بالجنون المحصورين في ولايات الكومنويلث سواءً في الأقفاص أو الحجرات أو الأقبية أو الأكشاك والحظائر، مقيّدين وعُراة ومضروبين بالعصي ومجلودين بالسياط لتعويدهم على الطاعة.»
[38] "في تلك الفترة تم بناء العديد من الملاجئ بأسوار أو جدران عالية لكي تفصل المرضى عن غيرهم من أفراد المجتمع، وتم وضع قواعد صارمة فيما يتعلق بالدخول والخروج. يتم تقديم أساليب العلاج التقليدية بشكل جيد في تلك الملاجئ ولم تستخدم العقاقير كعلاج للمرض، ولكن كوسيلة لإعادة التوازن في جسم الإنسان بالإضافة إلى العناصر الأساسية الأخرى مثل النظم الغذائية الصحية، والتعرض للهواء النقي، زرع ثقافة الطبقة الوسطى فيهم، والزيارات المتبادلة فيما بين النزلاء. في عام 1866 قدمت توصية إلى الهيئة التشريعية في نيويورك لإنشاء ملجأ منفصل للمرضى المصابين بأمراض عقلية مزمنة. وكانت بعض المستشفيات قد وضعت المرضى المزمنين في أجنحة أو أقسام منفصلة أو مباني مختلفة.[39]
وصف كليفورد ويتنغام بيرز المعاملة المهينة التي تلقاها في ظروف يرثى لها في مستشفى الأمراض العقلية في كتابه «في عقل وجد ذاته» (1908). [40] وبعد سنة من ذلك، أسّس جمعٌ بسيط من العلماء ذوي العقلية الإصلاحية «اللجنة الوطنية للصحة العقلية (NCMH)» ومن ضمنهم بيرز ذاته الذي شهد بداية حركة «الصحة العقلية» التي شدّدت على أهمية تفعيل الوقاية منذ سن الطفولة.
وقد حفزت الحرب العالمية الأولى هذه الفكرة مع التركيز على تأثير عدم التكيف مع البيئة المحيطة، والذي أقنع أخصائيي الصحة أن الوقاية منذ الصغر هي النهج العملي الوحيد للتعامل مع قضايا الصحة العقلية.[41] ومع ذلك فإن إستراتيجية الوقاية لم تكن ناجحة وبخاصة مع الأمراض المزمنة، حيث كانت الأوضاع المزرية في المستشفيات أكثر تفشّيًا، وخصوصًا تحت ضغط تزايد عدد المصابين بالأمراض المزمنة وتأثير مرض الاكتئاب.[37]
نشرت اللجنة المشتركة للصحة النفسية عام 1961 تقريرًا بعنوان «العمل من أجل الصحة النفسية» التي كان هدفها تحمل مسؤولية الوقاية والتدخل المبكر للمرض العقلي وذلك من أجل رعاية المستوصفات الاجتماعية، ومن ثَمّ زيادة قدرة المستشفى لاستيعاب المرضى ذوي الحالات الشديدة والمزمنة. كما أصدرت المحكمة حكمًا لصالح المرضى وإعطائهم الحق في الخضوع للعلاج أو رفضه. وأنشأت 650 مركزاً للصحة النفسية الاجتماعية وذلك بحلول عام 1977 لخدمة 43% من نسبة السكان وبما يعادل 1.9 مليون من الأفراد سنوياً. كما انخفضت مدة العلاج من 6 أشهر إلى 23 يومًا فقط.
وعلى الرغم من تلك التطورات لازالت تلك المشكلات قائمة؛ فنظرًا للتضخم الاقتصادي الذي أطل برأسه خلال سبعينيات القرن العشرين، فقد تلقت دُور الرعاية الاجتماعية مبالغ ضئيلة لدعم الرعاية والعلاج المُقدم فيها، حيث أُنشئ أقل من نصف المراكز المخطط لها، ولم تُستبدل طرق العلاج القديمة بالأساليب الحديثة بشكل تامّ مما أثر على نتائج العلاج.[42] بالإضافة إلى ذلك فإن نظام «خدمة المجتمع» لم يكن بعد قد أنشئ بشكل كامل لدعم إسكان المرضى وفرص التدريب المهني ودعم الدخل وغيرها من المصالح الأخرى.[37] مما أدى إلى أن العديد من المرضى عادوا إلى المصحات العقلية العامة والمخصصة للمجرمين كذلك، وأصبح الكثير منهم مشرّدين. كل ذلك يؤكد أن حركة «تغيير الرعاية الطبية للمصابين بأمراض عقلية» واجهت تحديات عظيمة.
بعد الاكتشاف بأن تغيير مكان المصحة العقلية من المستشفيات العامة إلى مستشفيات الأمراض العقلية الخاصة ليس كافياً لتنفيذ فكرة الحركة. أنشأت المؤسسة العامة للأمراض العقلية عام 1975 برنامج الدعم الجماعي (CSP) لتوفير التمويل الكافي للمجتمعات بغية إعداد خدمة رعاية صحية شاملة للمرضى المصابين بأمراض عقلية كما تدعمهم للاندماج في المجتمع.
وقد لفت البرنامج الانتباه لأهمية أنواع الدعم الأخرى بالإضافة إلى الرعاية الطبية؛ مثل الإسكان ونفقات المعيشة والتوظيف ووسائل النقل والتعليم، وإنشاء أولوية وطنية جديدة هدفها الاهتمام بالناس المصابين باضطرابات عقلية خطيرة. بالإضافة إلى ذلك قام الكونجرس بسنّ «أنظمة الصحة العقلية» بهدف إعطاء أولوية الخدمات للمصابين بالأمراض العقلية والتأكيد على تطوير الخدمات بحيث لا تقتصر على الرعاية السريرية داخل المنشأة فقط؛ ومؤخراً في ثمانينيات القرن العشرين وتحت تأثير الكونغرس والمحكمة العليا فإن العديد من البرامج ابتدأت لتساعد المرضى لاستعادة صحتهم وحقوقهم.
تم تخصيص مساعدات طبية لخدمة الناس الذين يعانون من «مرض نفسي مزمن». تم أيضاً تزويد الناس الذين يتم تنويمهم بالمستشفى بالمساعدة والرعاية. وتم إنشاء برنامج قبل الخروج لتمكين الناس من تقديم طلبات لإعادتهم إلى حالتهم التي كانوا عليها قبل إدخالهم إلى المستشفى.[42] ولم يغلق أول مستشفى أمراض عقلية تقليدي إلا عام 1990 أي بعد 35 سنة تقريبا من بداية حركة «تغيير الرعاية الطبية للمصابين بأمراض عقلية»، انخفض عدد المستشفيات المشابهة من 300 إلى 40 تقريبًا في تسعينيات القرن العشرين، وأخيرًا أظهر تقرير عن الصحة النفسية فاعلية علاج الصحة العقلية، مع إعطاء مجموعة من طرق العلاج للمرضى ليختاروا منها ما يلائمهم.[43]
تضمنت الاستراتيجية الوطنية للوقاية في عام 2011 موضوع الرفاهية العقلية والنفسية، مع توصيات لتحسين برامج الأبوة والأمومة وبرامج التدخل المبكر، والتي تزيد من برامج الوقاية التي سيتم تضمينها في المستقبل ضمن سياسات الولايات المتحدة الأمريكية للصحة العقلية. [44][45]
تبحث المؤسسة الوطنية للصحة العقلية موضوعات مثل الوقاية من الانتحار وفيروس نقص المناعة المكتسبة/الإيدز ولكن تقوم خطتها على احتمالية النظر والتركيز في مجالات أوسع والبحث في مجال دراسات وقائية أطول. [46]
التحسن العاطفي
كونك سليم وبصحة جيدة عقليًا وعاطفيًا لا يحصنك ضد تجارب الحياة التي يصعب السيطرة عليها. كبشر سنكون في مواجهة مع انفعالات وأحداث كجزء من الحياة. ووفقا لسميث وسيغال فإنّ «الأشخاص الأصحاء عقليًا وعاطفيًا لديهم الأدوات للتعامل مع المواقف الصعبة والحفاظ على النظرة الإيجابية كما يبقون أيضًا مركزين ومرنين ومبدعين في أوقات الضرّاء كما في السرّاء» [47](2011).
من أجل تحسين الصحة العقلية العاطفية، يجب أن تحل المشكلة من جذورها. «وتشدد الوقاية على تجنب عوامل الخطر؛ يهدف الترويج لتعزيز قدرة الفرد على تحقيق الشعور الإيجابي واحترام الذات والبراعة والرفاهية والاندماج الاجتماعي»[48] (الطاقة 2010). من الضروري جداً أن تطور صحتك العقلية العاطفية عن طريق إحاطة نفسك بعلاقات إيجابية. نحن كبشر، نتغذى من الرفقة والتفاعل مع الناس. الطريقة الأخرى لتطوير صحتك العقلية العاطفية هي الاشتراك في الأنشطة التي تسمح لك بالراحة وأخذ وقت لنفسك.
"اليوغا" هي خير مثال على الأنشطة التي تعمل على تهدئة الجسد بالكامل والأعصاب. ووفقًا لدراسة ريتشاردز وكامبانيا وميوز-بيرك حول الصحة، فإن "حالة التنبه الذهني تعتبر مقصودة من مُمَارِسِها، فممارسوها يؤمنون بأهمية وقيمة أن يكون الشخص في حالة من الانتباه واليقظة، ولذلك فإن الاهتمام بأنشطة الرعاية الذاتية تلقي بظلالها على المُكوّن المقصود في ممارسة "التنبه الذهني". [49](2010)
أساليب العلاج
العلاج بالأنشطة
العلاج بالحركة ويسمى أيضًا العلاج بالترفيه والمعالجة الوظيفية، تعزز المداواة من خلال التدخل المباشر والنشط، فأصبحت المهن جزءًا من العلاج الوظيفي، كما أن المشي يُعدّ نوعًا من المعالجة بالتسلية.
العلاج التعبيري
تعد العلاجات التعبيرية شكلًا من أشكال العلاج النفسي التي تتخللها ممارسة الفنون أو صنعها. أساليب العلاج هذه تتضمن العلاج بالموسيقى والفن والرقص والمسرح والشِعر.
العلاجات البديلة
العلاج البديل هو فرع من فروع الطب البديل ويشمل عددًا كبيرًا من العلاجات المستوردة من الثقافات الأخرى. ويشمل أيضا عددًا من الأدوية الجديدة التي لم تخضع بعد للمراجعة علميًا ومن ثم اعتمادها. وتشمل العلاجات البديلة الطب التقليدي والصلاة واليوغا والطب الصيني التقليدي، والعلاج الأيورفيدي، والمعالجة الذاتية، والعلاج بالتنويم المغناطيسي، وغيرها من الوسائل.
الاستبصار
زيادة الوعي العام بالوظائف العقلية يمكن أن يؤثر على السلوك الانفعالي والصحة العقلية. كشفت دراسة حدثت عام 2011م شملت ثلاثة من تمارين التأمل (استبصار التركيز واستبصار اليقظة، والتعاطف مع الآخرين) أن الاستبصار يعزز قدرة الشخص على التعرف على نمط مشاعره ومشاعر الآخرين مما يسهل على المستبصر حل المشكلات الصعبة في علاقاته مع الآخرين.[50]
الارتجاع الحيوي (البيولوجي)
الارتجاع الحيوي هو عملية السيطرة على العمليات الفيزيائية والموجات الدماغية التي من الممكن استخدامها للتقليل من القلق وزيادة السعادة والاسترخاء والطرق الأخرى للسيطرة على الجسم بواسطة العقل.
العلاج الجماعي
يتضمن العلاج الجماعي كل أنواع العلاجات المنعقدة في مكان يجتمع فيه عدة أشخاص، كما يمكن أن يشمل جماعة العلاج الديناميكي النفسي وجماعات النشاط للعلاج التعبيري وجماعة الدعم (من ضمنها برنامج الـ12 خطوة) وجماعات حل المشكلات والتثقيف النفسي.
الاستشارة الرعائية
هي دمج العلاجات النفسية والدينية التي يقوم بها المرشدون الدينيون أو غيرهم ممّن تدربوا على مثل هذا المزج بين طريقتي العلاج هاتين.
العلاج النفسي
هو مصطلح عام لتلقي العلاج العلمي القائم على مشكلات الصحة العقلية اعتماداً على الطب الحديث، ويشمل عددًا من المدارس مثل العلاج الكلي والتحليل النفسي والعلاج السلوكي المعرفي والعلاج السلوكي

## منظمه الصحة العالمية
تدعم علي تحسين الصحة النفسية وتعزيزها، وفي عام 2013، وافقت جمعية الصحة العالمية على خطة عمل شاملة للصحة النفسية للفترة 2013-2020. وتمثل الخطة التزاماً من جميع الدول الأعضاء في المنظمة باتخاذ إجراءات محددة لتحسين الصحة النفسية والإسهام في تحقيق مجموعة من الأهداف العالمية.
- اهدافها
  - تعزيز القيادة الفعالة وتصريف شؤون الصحة النفسية.
  - توفير خدمات الرعاية الصحية الشاملة والمتكاملة التي تستجيب لاحتياجات السكان وخدمات الرعاية الاجتماعية في المرافق الصحية المجتمعية.
  - تنفيذ استراتيجيات لتعزيز الصحة النفسية والوقاية.
  - تقوية نظم المعلومات والبينات والبحوث اللازمة للصحة النفسية.[35]

## أهداف الصحة النفسية للطفل
تهدف الصحة النفسية للطفل إلى تحقيق النمو المتكامل لشخصية الطفل جسديا وعقليا واجتماعيا وانفعاليا وإداركيا وسلوكيا ذلك من خلال اشباع جميع مستويات النمو الفسيولوجي والنفسي والعقلي والوجداني. ودراسة ظروف الأطفال ضحايا الحوادث والكوارث والذين تعرضوا لظروف صعبة وإعادة تأهيلهم للمسار السوي الملائم للمرحلة العمرية.
- الحاجات النفسية للأطفال وهي 
  - تقبل الطفل.
  - الإيمان بقدراته.
  - الاهتمام به.
  - العفو عنه إذا أخطأ.
  - تفهم عقله وأفكاره.[36]

### المفاهيم المتعلقة
- اضطراب عقلي
- البيئة العقلية
- المرض العقلي
- عقل (فلسفة)

### التخصصات ذات الصلة
- علم النفس الإيجابي
- الطب النفسي
- علم النفس
- العمل الاجتماعي
- الوقاية من الاضطرابات العقلية
- العمل الاجتماعي الجنائي